# Agromyza anthrax
Agromyza anthrax este o specie de muște din genul Agromyza, familia Agromyzidae, descrisă de Samuel Wendell Williston  în anul 1896. Conform Catalogue of Life specia Agromyza anthrax nu are subspecii cunoscute.